# Wskaźniki makroekonomiczne
Wskaźniki makroekonomiczne – wskaźniki ekonomiczne służące do opisywania stanu gospodarki na podstawie danych makroekonomicznych.

## Przegląd
| Makroekonomiczne | Makroekonomiczne                                       | Makroekonomiczne                            |
| symbol           | nazwa angielska                                        | nazwa polska                                |
| ---------------- | ------------------------------------------------------ | ------------------------------------------- |
| —                | unemployment rate                                      | stopa bezrobocia                            |
| PKB              | gross domestic product (GDP)                           | produkt krajowy brutto                      |
| PNB              | gross national product (GNP)                           | produkt narodowy brutto                     |
| —                | debt service ratio                                     | wskaźnik obsługi zadłużenia zagranicznego   |
| CPI              | consumer price index                                   | wskaźnik cen towarów i usług konsumpcyjnych |
| PPI              | producer price index                                   | wskaźnik cen dóbr produkcyjnych             |
| —                | GDP deflator                                           | deflator                                    |
| BERD             | business expenditures on research and development      | wydatki przedsiębiorstw na badania i rozwój |
| GERD             | gross domestic expenditure on research and development | wydatki krajowe brutto na badania i rozwój  |